# Tschechoslowakische Exilarmee
Als tschechoslowakische Exilarmee werden die nach der Zerschlagung der Tschechoslowakei, die zur Errichtung des Protektorats Böhmen und Mähren und Gründung des Slowakischen Staates 1939–1945 führte, im Ausland formierten Einheiten und Verbände aus geflüchteten Armeeangehörigen der nicht mehr existenten tschechoslowakischen Armee bezeichnet.

## Übersicht

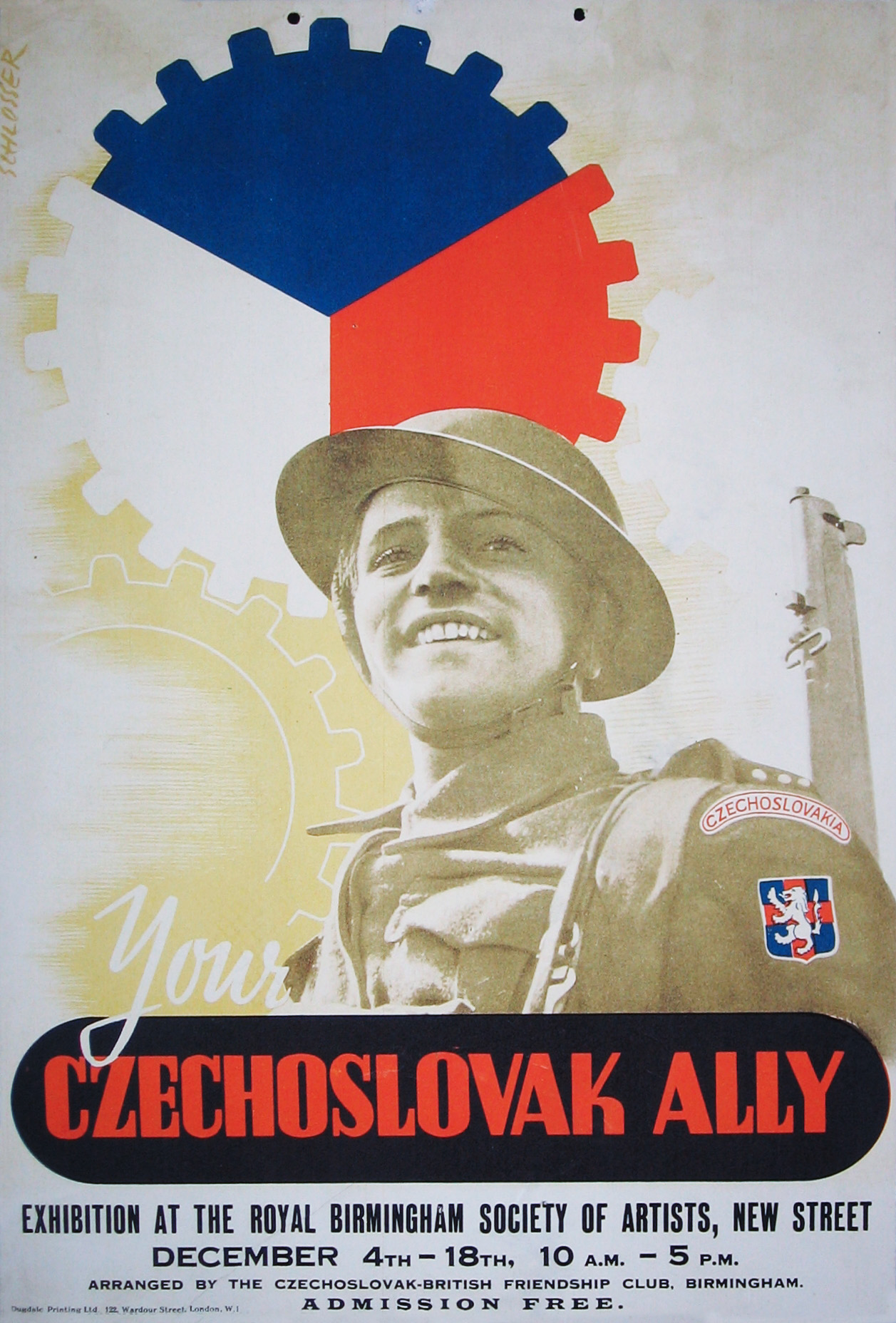
Propagandaplakat für die tschechoslowakische Exilarmee in Großbritannien, abgebildet der Widerstandskämpfer Jan Hrubý

Nach dem Ausrufen des Protektorats verließen zahlreiche Armeeangehörige aller Waffengattungen ihre Heimat. Ihr erstes Ziel war Polen, allerdings waren sie zunächst ungern gesehen und wurden nach Frankreich abgeschoben (alleine im Juli 1939 wurden etwa 1200 tschechoslowakische Soldaten nach Frankreich verschifft), bis sie nach der Niederlage Frankreichs nach Großbritannien kamen. Daneben gab es einige Einheiten im Mittleren Osten und in Nordafrika sowie in der Sowjetunion.
Außer in den Infanterie-, Panzer- und Luftverbänden, die nur aus tschechoslowakischen Armeeangehörigen bestanden und ab 1940 der Exilregierung in London unterstellt wurden, kämpften viele Freiwillige in Armeen und Verbänden anderer Staaten.
Neben Kampfhandlungen der bewaffneten Verbände der tschechoslowakischen Armee im Ausland waren es auch Aktionen des tschechoslowakischen Widerstands 1939–1945 im Protektorat Böhmen und Mähren (hierzu gehörte auch die als illegale Untergrundarmee konzipierte Gruppe Obrana národa, bestehend aus ehemaligen Armeeangehörigen) und ab 1944 dann der Slowakische Nationalaufstand in der Slowakei, die einen wesentlichen Beitrag zur Befreiung des Landes leisteten.

### Polen (1939)
Noch vor dem Überfall auf Polen entstand am 30. April 1939 in Krakau die sogenannte Tschechoslowakische militärische Auslandsgruppe (Československá vojenská skupina zahraniční), welche die Überführung der Soldaten nach Frankreich organisieren sollte. Nach dem Überfall wurden im September 1939 die Tschechische und Slowakische Legion (Legion Český a Slovenský) und ein Observationsschwarm auf dem Flughafen bei Gora Pulawska aufgestellt. Sie nahmen zwar an Kampfhandlungen teil, ihre Ausrüstung war jedoch sehr ungenügend. Nach der Niederlage Polens wurde ein Teil dieser Einheiten durch die Rote Armee festgesetzt, ein Teil zog sich nach Rumänien zurück und wurde interniert.

### Frankreich (1939–1940)

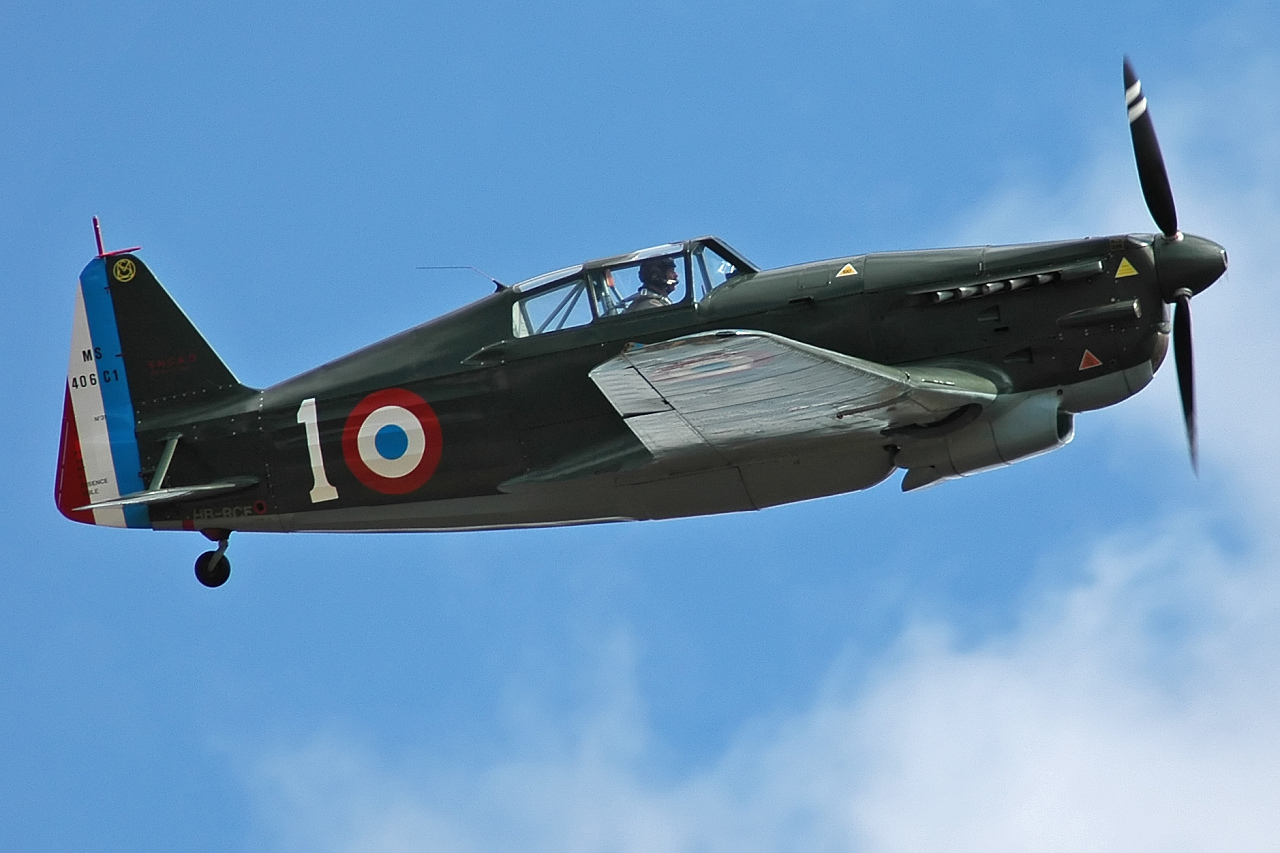
Morane-Saulnier MS.406, mit dem tschechoslowakische Piloten in Frankreich kämpften

Die zunächst in der Sowjetunion internierten Soldaten gelangten über die Slowakei, Ungarn bzw. Rumänien nach Jugoslawien, von wo sie über Griechenland und Türkei oder über den Nahen und Mittleren Osten nach Frankreich. Anfangs traten diese Soldaten in die Fremdenlegion ein mit der Aussicht, später eigene Verbände zu gründen. Nachdem der am 17. November 1939 entstandene Tschechoslowakische Nationalausschuss anerkannt wurde, wurde die Bildung einer tschechoslowakischen Armee im Exil unter der Leitung des Generals Sergěj Ingr und des Generals Rudolf Viest in Angriff genommen.
Nach dem Mobilisierungsbefehl für im Ausland befindliche Tschechen und Slowaken konnten bis zum Frühjahr 1940 insgesamt 13.614 Personen gewonnen werden, darunter auch diejenigen, die sich freiwillig in die Fremdenlegion meldeten. In einem zur Verfügung gestellten Militärlager in Agde wurde am 29. September 1939 das Tschechoslowakische Infanteriebataillon 1 (Československý pěší prapor 1) gegründet, das zwei Wochen später zum Infanterieregiment 1 erweitert wurde, gleichzeitig kamen noch die Infanterieregimenter 2 und 3 hinzu. Ab dem 15. Januar 1940 gab es in Agde die 1. tschechoslowakische Division (1. československá divize) mit drei Infanterieregimentern, einem Artillerieregiment und weiteren Panzerabwehr-, Pionier- und anderen Einheiten. Einige von ihnen wurden an der Front eingesetzt. Die geplante Errichtung der Luftwaffenverbände konnte aus zeitlichen Gründen nicht verwirklicht werden, die tschechoslowakischen Piloten dienten ab dem 1. Dezember 1939 in französischen Einheiten.
Nach der Unterzeichnung des Waffenstillstands zwischen Frankreich und Deutschland wurden mehrere tausend Soldaten durch die britische Marine aus Süd- und Westfrankreich nach Großbritannien evakuiert.

### Mittlerer und Naher Osten und Nordafrika (1940–1943)
Nach dem Fall Frankreichs wurden in den vom Vichy-Regime verwalteten Mandatgebieten in Syrien und Libanon tschechische Soldaten festgesetzt, die entweder über den Balkan nach Frankreich flüchten wollten oder aus der UdSSR nach Frankreich abgeschoben werden sollten. Am 29. Juni 1940 konnten die letzten 206 von ihnen in das britische Mandatsgebiet Palästina entweichen, wo für die tschechoslowakischen Bürger bereits am 22. Mai 1940 die allgemeine Mobilmachung ausgerufen worden war. Nach einer vorübergehenden Internierung konnten die Armeeangehörigen am 9. September 1940 das Tschechoslowakische Infanterieregiment 4 (Československý pěší pluk 4) bilden; weitere Angehörige der in der Sowjetunion internierten Tschechischen und Slowakischen Legion kamen nach.

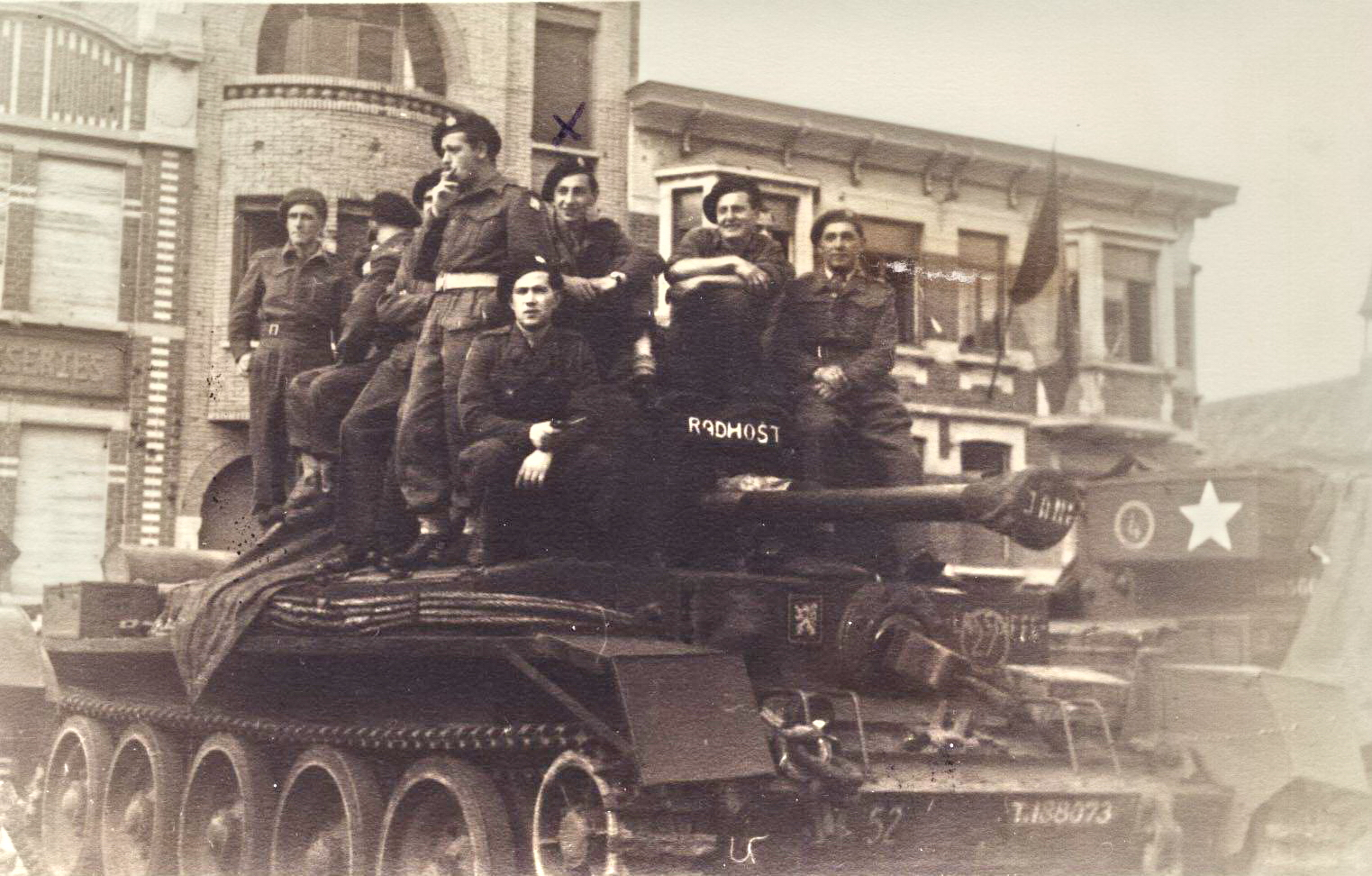
Soldaten der gepanzerten Brigade 1945 bei Dunkerque

Das dem Regiment untergegliederte Tschechoslowakische Infanteriebataillon 11 - Ost (Československý pěší prapor 11 - Východní) wurde zuerst in Alexandria und in verschiedenen Orten in der ägyptischen Westwüste eingesetzt. Nach einer kurzen Verlegung in den Libanon und an die syrisch-türkische Grenze nahm das Bataillon im Rahmen der britischen Armee an den Kämpfen gegen Rommels Armee in Nordafrika und an der Verteidigung von Tobruk teil, ab Juli 1942 dann an der Verteidigung von Haifa und Beirut, wo aus ihm das Tschechoslowakische leichte Flugabwehrregiment 200 - Ost (Československý lehký protiletadlový pluk 200 - Východní) gebildet wurde.
Nach der Niederlage der Achsenmächte in Afrika wurden die tschechoslowakischen Verbände in dieser Region am 4. Juli 1943 via Südafrika nach Liverpool verschifft, wo die meisten der Tschechoslowakischen selbständigen gepanzerten Brigade angegliedert wurden.

### Großbritannien (1940–1945)

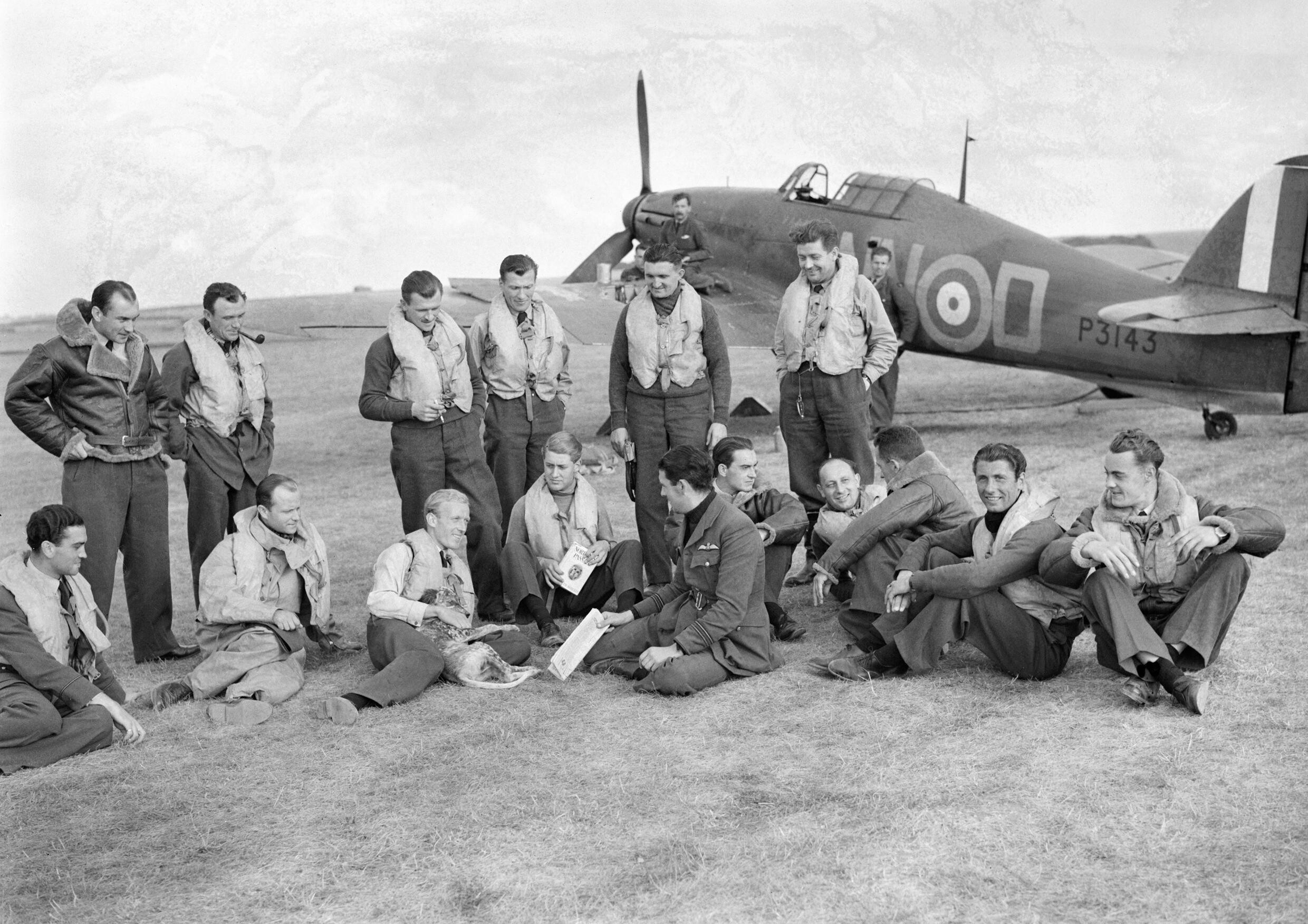
No. 310 Squadron RAF

In London wurde am 21. Juli 1940 unter dem Präsidenten Edvard Beneš und dem Ministerpräsidenten Jan Šrámek die tschechoslowakische Exilregierung gegründet, die für die tschechoslowakischen Armeeverbände verantwortlich wurde. Am 15. Oktober 1940 unterzeichnete die Exilregierung mit der Regierung des Vereinigten Königreichs den Vertrag über die tschechoslowakischen Streitkräfte, gleichzeitig wurde in einem der Artikel auch geregelt, dass die Finanzierung der tschechoslowakischen Einheiten durch einen Kredit der britischen Regierung geschieht.
Die ersten Armeeeinheiten, die in Großbritannien entstanden und dann an den Kämpfen teilnahmen, waren die vier Staffeln der tschechoslowakischen Luftwaffenverbände in der RAF, die sich besonders in der Luftschlacht um England verdient machten. Allerdings waren zahlreiche Piloten auch in anderen Staffeln aktiv, darunter in polnischen und britischen, so zum Beispiel in der 138. Sonderstaffel der RAF (№ 138 Special duties Squadron) mit einer internationalen Besatzung, die unter anderem für die Spezialeinheit Special Operations Executive (SOE) Diversions- und Sabotageaktionen auf dem feindlichen Territorium durchführte. Unter einer engen Zusammenarbeit mit der tschechoslowakischen Exilregierung wurden über dem Protektorat mehrmals tschechoslowakische Fallschirmjäger abgesetzt, so insbesondere im Dezember 1941 für die dann am 27. Mai 1942 durchgeführte Operation Anthropoid - das Attentat auf Heydrich. Insgesamt waren es 31 Aktionen mit 91 abgesetzten Fallschirmjägern.
Die in Großbritannien eingetroffenen Reste der aus Frankreich evakuierten Heeresdivision wurden im Juli 1941 zur Grundlage der 1. tschechoslowakischen gemischten Brigade (1. československá smíšená brigáda). Sie erhielt 1943 die ersten Panzer und wurde mit dem tschechoslowakischen leichten Flugabwehrregiment 200 - Ost aus Nahost zur Tschechoslowakischen selbständigen gepanzerten Brigade umgestaltet. Nach der Invasion in der Normandie wurde die Brigade mit ihren insgesamt 306 Panzern in den Raum Dünkirchen in Frankreich verlegt.

### Sowjetunion (1939–1945)
Die meisten Flüchtlinge, darunter auch Angehörige der Tschechischen und Slowakischen Legion aus Polen, wurden in der UdSSR interniert und häufig zu mehrjährigem Aufenthalt in Arbeitslagern verurteilt. Erst nach dem Überfall auf die Sowjetunion gelang es dem Leiter der Militärmission der Tschechoslowakei in der UdSSR, Oberst Heliodor Píka, ihre Freilassung Ende 1941 zu erwirken und sie in einem Camp bei Buzulug zu einer Einheit zu formieren, die ab Juli 1942 die Bezeichnung 1. tschechoslowakisches selbständiges Bataillon in der UdSSR (1. československý samostatný prapor v SSSR) trug und ab 30. Januar 1943 an der Front u. a. bei Charkiw eingesetzt wurde. Während der weiteren Kämpfe wurde das Bataillon zur 1. tschechoslowakischen selbständigen Brigade in der UdSSR (1. československá samostatná brigáda v SSSR) erweitert und nahm schließlich an den Kämpfen im Rahmen der Ostkarpatischen Operation im Bereich des Duklapasses teil; ihr Befehlshaber, der Brigadegeneral Jaroslav Vedral, starb nach dem Betreten des tschechoslowakischen Staatsterritoriums am 6. Oktober 1944.
Am 19. Januar 1944 entstand die 2. tschechoslowakische selbständige Luftlandebrigade in der UdSSR (2. českloslovenská samostatná paradesantní brigáda v SSSR), die sich vor allem aus Angehörigen der Slowakischen Armee zusammensetzte, die in der Sowjetunion in Gefangenschaft gerieten. Am 19. Mai 1944 entstand die 3. tschechoslowakische selbständige Brigade in der UdSSR und am 1. August 1944 dann die 1. selbständige Panzerbrigade in der UdSSR. Sie bildeten das seit dem 10. April 1944 entstehende 1. tschechoslowakische Armeekorps (1. československý armádní sbor).
Nach langen Verhandlungen erklärte sich die britische Royal Air Force bereit, einige erfahrene Piloten, die den Wunsch äußerten, in die UdSSR zu gehen und von dort aus auf die Befreiung der Tschechoslowakei hinzuwirken, zu entlassen. Im April 1944 kamen zwanzig Piloten unter der Leitung des Stabskapitäns František Fajtl per Schiff, Bahn und Flugzeug über Gibraltar, Kairo und Teheran in die UdSSR, wo am 3. Mai 1944 die 128. tschechoslowakische selbständige Jagdfliegerstaffel (128. československá samostatná stíhací peruť) in Iwanowo formiert wurde. Nachdem die RAF-Besatzungen um zwei slowakische Piloten, die auf der Krim mit ihren Bf-109G-Jagdflugzeugen desertiert waren, ergänzt wurden, entstand am 1. Juni das 1. tschechoslowakische Jagdfliegerregiment in der UdSSR (1. československý stíhací letecký pluk v SSSR) mit 22 Jagd- und weiteren Flugzeugen zur Unterstützung.
Nach dem Ausbruch des Slowakischen Nationalaufstandes am 1. August 1944 wurden die tschechoslowakischen Verbände an die Front verlegt, wo sie im Rahmen der Ostkarpatischen Operation besonders im Gebiet des stark umkämpften Duklapasses an der direkten Befreiung der Tschechoslowakei teilnahmen. Später wurde das 1. tschechoslowakische Jagdfliegerregiment zur 1. tschechoslowakischen gemischten Fliegerdivision in der UdSSR (1. československá smíšená letecká divize v SSSR) ausgebaut. Vor allem aus den in der Karpatenukraine rekrutierten Soldaten wurde die 4. tschechoslowakische selbständige Brigade (4. československá samostatná brigáda) gebildet.
Um den Aufstand ebenfalls zu unterstützen, landeten am 15. September 1944 die La-5-Flugzeuge des tschechoslowakischen Jagdfliegerregiments auf dem Feldflugplatz Zolná und begannen zwei Tage später mit Bodenangriffen auf deutsche Truppen, weshalb der 17. September nach Kriegsende als Tag der Luftstreitkräfte eingeführt wurde. Einige Tage später verlegte die Einheit auf den besser ausgebauten Flugplatz Tri Duby. Zwischen dem 25. September und 25. Oktober 1944 wurde in der Slowakei die 2. tschechoslowakische Luftlandebrigade abgesetzt, am 6. Oktober 1944 überschritten die Einheiten des 1. tschechoslowakischen Armeekorps die Grenze zur Slowakei. Nach dem Scheitern des Aufstandes kehrten die letzten zwölf verbliebenen La-5-Jäger in die Sowjetunion zurück und wurden in die mittlerweile aufgestellte 1. tschechoslowakische gemischte Fliegerdivision integriert.

## Verzeichnis einzelner Verbände
Die hier genannten Verbände operierten in der Regel als selbständige Einheiten und unterlagen teilweise auch dem Befehl der Exilregierung in London, waren aber dennoch in die jeweilige Armee der Verbündeten eingebunden und unterlagen deren Oberbefehl. Teilweise werden auch die Vorgänger- bzw. Folgeeinheiten genannt.
Bestandteil der polnischen Armee
- Tschechoslowakische militärische Auslandsgruppe (Československá vojenská skupina zahraniční)
- Tschechische und Slowakische Legion (Legion Český a Slovenský)

Bestandteil der französischen Armee
- Tschechoslowakisches Infanteriebataillon 1 (Československý pěší prapor 1), später: Infanterieregiment 1
- Infanterieregiment 2
- Infanterieregiment 3
- 1. tschechoslowakische Division (1. československá divize) (alle zusammen)

Bestandteil der britischen Armee
- tschechoslowakische Luftwaffenverbände in der RAF
  - No. 310 Squadron RAF (310. československá stíhací peruť RAF)
  - No. 311 Squadron RAF (311. československá bombardovací peruť RAF)
  - No. 312 Squadron RAF (312. československá stíhací peruť RAF)
  - No. 313 Squadron RAF (313. československá stíhací peruť RAF)
- Tschechoslowakisches Infanterieregiment 4 (Československý pěší pluk 4)
  - darunter Tschechoslowakisches Infanteriebataillon 11 - Ost (Československý pěší prapor 11 - Východní), später: Tschechoslowakisches leichtes Flugabwehrregiment 200 - Ost (Československý lehký protiletadlový pluk 200 - Východní)
- Tschechoslowakische selbständige gepanzerte Brigade (Československá samostatná obrněná brigáda), entstanden durch die Zusammenlegung der Einheiten
  - 1. tschechoslowakische gemischte Brigade (1. československá smíšená brigáda)
  - Tschechoslowakisches leichtes Flugabwehrregiment 200 - Ost (Československý lehký protiletadlový pluk 200 - Východní)

Bestandteil der sowjetischen (Roten) Armee
- 1. tschechoslowakisches selbständiges Bataillon in der UdSSR (1. československý samostatný prapor v SSSR), später: 1. tschechoslowakische selbständige Brigade in der UdSSR (1. československá samostatná brigáda v SSSR)
- 2. tschechoslowakische selbständige Luftlandebrigade in der UdSSR (2. českloslovenská samostatná paradesantní brigáda v SSSR)
- 3. tschechoslowakische selbständige Brigade in der UdSSR (3. českloslovenská samostatná brigáda v SSSR)
- 1. tschechoslowakische selbständige Panzerbrigade in der UdSSR (1. československá samostatná tanková brigáda v SSSR)
- 4. tschechoslowakische selbständige Brigade (4. československá samostatná brigáda)
- 1. tschechoslowakisches Armeekorps (1. československý armádní sbor) (gebildet aus den einzelnen Brigaden)
- 128. tschechoslowakische selbständige Jagdfliegerstaffel (128. československá samostatná stíhací peruť), später: 1. tschechoslowakisches Jagdfliegerregiment in der UdSSR (1. československý stíhací letecký pluk v SSSR), später: 1. tschechoslowakische gemischte Fliegerdivision in der UdSSR (1. československá smíšená letecká divize v SSSR)